# IC 1813
IC 1813 ist eine linsenförmige Galaxie mit aktivem Galaxienkern vom Hubble-Typ S0/a im Sternbild Fornax am Südsternhimmel. Sie ist schätzungsweise 196 Millionen Lichtjahre von der Milchstraße entfernt und hat einen Durchmesser von etwa 70.000 Lj.

Im selben Himmelsareal befindet sich u. a. die Galaxie IC 1811.
Das Objekt wurde am 22. Dezember 1897 von Lewis Swift entdeckt.